# Khristos Paputsís
Khristos Paputsís (grec: Χρήστος Παπουτσής)  (Larisa, 11 d'abril de 1953) és un economista i polític grec que fou membre de la Comissió Santer entre 1995 i 1999.

## Biografia
Va néixer l'11 d'abril de 1953 a la ciutat de Làrissa, població situada a la regió de Tessàlia. Va estudiar economia a la Universitat d'Atenes.

## Activitat política
Membre del Moviment Socialista Panhel·lènic (PASOK), des de l'any 1977 és membre del Comitè Central del partit. L'any 1981 fou nomenat Conseller de l'Administració Pública per part del Primer Ministre Andreas Papandreu, càrrec que va desenvolupar fins al 1984.
L'any 1984 fou escollit eurodiputat al Parlament Europeu en les eleccions europees, sent el cap de files del PASOK al Parlament i membre de les comissions de pressupostos, afers exteriors, seguretat i política de defensa. Vicepresident del grup del Partit Socialista Europeu al Parlament entre 1987 i 1994, el 1995 abandonà el seu escó per esdevenir membre de la Comissió Europea. En la formació de la Comissió Santer fou nomenat Comissari Europeu d'Energia, adquirint així mateix competències en turisme i petites i mitjanes empreses. Continuà amb el seu càrrec en la interina Comissió Marín, abandonant la política europea en finalitzar el seu mandat el setembre de 1999.